# DeLand
DeLand ist eine Stadt und der County Seat des Volusia County im US-Bundesstaat Florida mit 37.351 Einwohnern (2020).

## Geographie
DeLand grenzt im Osten an Lake Helen und liegt etwa 40 km nördlich von Orlando.

## Geschichte
Die Stadt wurde am 6. Dezember 1876 gegründet und nach Henry A. DeLand, dem Stadtgründer benannt.
Erstmaligen Eisenbahnanschluss erhielt die Stadt 1886 durch eine Verlängerung der Bahnstrecke der Jacksonville, Tampa & Key West Railway von Jacksonville über Palatka nach Sanford. Nach mehreren Verkäufen und Umstrukturierungen kam die Strecke 1986 schließlich in den Besitz von CSX Transportation.

## Demographische Daten
Laut der Volkszählung 2010 verteilten sich die damaligen 27.031 Einwohner auf 12.610 Haushalte. Die Bevölkerungsdichte lag bei 657,7 Einw./km². 74,5 % der Bevölkerung bezeichneten sich als Weiße, 17,1 % als Afroamerikaner, 0,3 % als Indianer und 1,9 % als Asian Americans. 4,0 % gaben die Angehörigkeit zu einer anderen Ethnie und 2,3 % zu mehreren Ethnien an. 12,7 % der Bevölkerung bestand aus Hispanics oder Latinos.
Im Jahr 2010 lebten in 28,1 % aller Haushalte Kinder unter 18 Jahren sowie 36,1 % aller Haushalte Personen mit mindestens 65 Jahren. 57,3 % der Haushalte waren Familienhaushalte (bestehend aus verheirateten Paaren mit oder ohne Nachkommen bzw. einem Elternteil mit Nachkomme). Die durchschnittliche Größe eines Haushalts lag bei 2,29 Personen und die durchschnittliche Familiengröße bei 2,97 Personen.
25,3 % der Bevölkerung waren jünger als 20 Jahre, 25,7 % waren 20 bis 39 Jahre alt, 22,9 % waren 40 bis 59 Jahre alt und 26,1 % waren mindestens 60 Jahre alt. Das mittlere Alter betrug 39 Jahre. 45,4 % der Bevölkerung waren männlich und 54,6 % weiblich.
Das durchschnittliche Jahreseinkommen lag bei 36.527 $, dabei lebten 20,7 % der Bevölkerung unter der Armutsgrenze.
Im Jahr 2000 war Englisch die Muttersprache von 90,31 % der Bevölkerung, spanisch sprachen 8,01 % und 1,68 % hatten eine andere Muttersprache.

## Sehenswürdigkeiten
Folgende Objekte sind im National Register of Historic Places gelistet:
| - Alexander Haynes House - Chief Master at Arms House - DeLand Hall - Downtown DeLand Historic District - John B. Stetson House | - Kilkoff House - Old DeLand Memorial Hospital - Stetson University Campus Historic District - Stockton-Lindquist House - West DeLand Residential District |

## Bildung
In DeLand befindet sich die Stetson University, die 1883 gegründet wurde. Die Universität liegt direkt neben der historischen Altstadt. 1900 wurde die juristische Fakultät gegründet. Stetson war damit die erste Juristische Fakultät Floridas. Hier wurde 1960 der erste schwarze Jurastudent, in der bis dahin weißen Universität, eingeschrieben.
Außerdem ist DeLand einer von vier Standorten des privaten „Florida Technical College“.

## Verkehr
DeLand wird von der Interstate 4, den U.S. Highways 17 (SR 15) und 92 (SR 600) sowie den Florida State Roads 11, 15A, 44 und 472 durchquert bzw. tangiert.
Der Bahnhof DeLand ist eine Station der Züge Silver Star und Silver Meteor der Bahngesellschaft Amtrak auf der Linie von Miami nach New York City. Ab spätestens 2017 verkehren von hier über Orlando nach Poinciana die Regionalzüge der SunRail.
DeLand besitzt mit dem DeLand Municipal Airport einen eigenen Flughafen. Der nächste internationale Flughafen ist der Daytona Beach International Airport (rund 30 km nordöstlich).

## Persönlichkeiten

### Söhne und Töchter der Stadt
- James Atkinson (1929–2010), Bobfahrer
- Chipper Jones (* 1972), Baseballspieler
- Jacob deGrom (* 1988), Baseballspieler
- Lena Paul (* 1993), Pornodarstellerin